# 蒙古征服库页岛
從1264年到1308年蒙古曾多次入侵東西伯利亞海岸的薩哈林島，以幫助他們的貢民尼夫赫人對抗從北海道向北擴張的阿伊努人。阿伊努人發動了頑強的抵抗，甚至於1297年對韃靼海峽兩岸的蒙古據點發動了反攻，但最終於1308年屈服於蒙古元朝。該地後來屬遼陽行省。

## 背景
尼夫赫人是薩哈林島的原住民，它們在中文史料中被稱為吉里迷，他們以養狗、捕魚，狩獵海上哺乳動物為生。公元7世紀開始大和人向本州北部擴張，該地原生的蝦夷人部分遷往北海道，他們有一定農業技能，最終，人口壓力和對農業土地的需求迫使被認為是阿伊努人的前身的擦文文化人群進入庫頁島，並與尼夫赫人發生戰爭該時期的衝突反映在北海道北部阿伊努人的口述英雄敘事詩傳統中，“陸地人民”（yaunkur）的英雄戰勝了“海上人民”（repunkur）。阿伊努人在11至12世紀入侵薩哈林南部之後，留下了口頭傳統，講述了阿伊努人如何擊敗那裡的Tonchi人（可能是尼夫赫人），Tonchi人乘船逃往北方。因此，阿伊努人定居在薩哈林南部，而尼夫赫人則一直到薩哈林北部和大陸黑龍江口周圍的地區。

## 蒙古人對東北亞的興趣
作為蒙古征服金朝和東夏的一部分，蒙古於1233年取得了對滿洲的政治控制權。為回應尼夫赫人和烏德蓋人的突襲，蒙古人於1263年在黑龍江和阿姆貢河的交界處奴兒干（今特林）出兵，迫使兩部人民屈服。蒙古人的出兵動機是出於他們的世界觀，即上天賦予了他們統治整個世界的權利，因此，未被征服的人民自然被當成是叛軍，軍事上的征服是有道理的。蒙古人也正在出於自己的政治和商業目的而把他們納入中國的朝貢體系：蒙古人可以管理與東北亞邊緣人民的關係，同時確保從該地區提供的商品可以用作貢品或貿易品。例如，來自黑龍江下游和薩哈林島的黑貂皮草在當時尤其受到蒙古-中國上層階級的青睞。從尼夫赫人的觀點來看，他們向蒙古投降實際上是建立了抵抗入侵其土地的阿伊努人的軍事聯盟。

## 1284年-1286年
蒙古接受了尼夫赫人的投降後不久，就接到尼夫赫人每年被東方人民，即骨蒐人和亦里于人入侵的報導。骨蒐一詞是尼夫赫人用來指稱阿伊努人的名稱。蒙古人於1264年11月30日在薩哈林島上襲擊了阿伊努人，但次年阿伊努人返回以進攻尼夫赫人，殺死了其中一些戰士。然而，這次蒙古人只運送了糧食和武器。
在1271年元朝建立後，元朝東征元帥的塔匣拉試圖在1272年和1273年入侵薩哈林島，但他無法越過洶湧的韃靼海峽。在尋求奴兒干附近的烏德蓋人的建議後，塔匣拉被告知，他必須等待海峽在冬季結冰後才行動，然後他的軍隊就可以越過冰海進入薩哈林島，在那裡他可以找到尼夫赫和阿伊努人的土地。阿伊努人。這肯定是可能的，因為海峽最窄處只有四英里寬，而阿伊努人和尼夫赫人早就利用了這一事實。有了這些知識，塔匣拉在1273年向元廷請求再次對阿伊努人進行遠征，但遭到拒絕。然而，蒙古人似乎已經吸取了這一教訓，因為隨後遠赴薩哈林島的探險全都在冬季進行。
關於阿伊努人入侵的下一個記錄是在1282年，當時元朝統治下的女真人被派遣乘船運送物資穿越海面來協助戰爭。1284年，由於擔心海上的大風可能會使補給船傾覆，元朝的遠征行動從9月推遲到11月。在那次運動之後，元朝派出10,000人大軍，參加1285和1286年的探險。在塔塔兒帶和楊兀魯帶的率領下，探險隊乘1000艘小船橫渡大海。蒙古人後來在島南部建立了堡壘，即經世大典中的果夥堡，該遺址是由蒙古人建造的，旨在阻止阿伊努人從北海道入侵。

## 阿伊努人的反攻和衝突結束(1287–1308)
為了支持不斷進軍薩哈林島，蒙古人於1285年左右在黑龍江口附近建立了屯田地，並在這里居住著剛剛滅亡的宋朝的漢族遺民。然而，這種情況持續不了多久，因為滿州的蒙古王子乃顏的叛亂迫使軍隊於1287年撤出阿穆爾地區。也許反映出該地區蒙古勢力的減弱，兩名曾在蒙古軍隊中任百夫長（百戶長）的尼夫赫人於1296年叛逃至阿伊努人。
1297年，瓦英酋長領導的阿伊努人部隊越過了海峽和突襲大陸上的尼夫赫人定居點，仍然與蒙古人保持一致的尼夫赫族警告說，阿伊努人計劃在海面結冰時從果夥過海襲擊阿穆爾河口，當阿伊努人在1297年中期入侵阿穆爾河河口時，蒙古人追上了他們，並擊敗了奇茲湖附近的入侵的阿伊努人。

## 事後
蒙古人的入侵，是建立於中國的政權的影響第一次直接擴展到薩哈林島。甚至在敵對行動結束之前，在奴兒干的蒙古官員的縱容下，阿伊努人和阿穆爾河地區的人民一直在秘密交易貴重的皮毛。阿伊努人被征服後不久，阿伊努人的長老們對位於烏列河（伍茲河，特米河盆地），囊哈兒（今朗裡附近）和波罗奈河的崗哨進行了訪問，並收到禮物作為回報，使禮物成為一種貿易形式。在蒙古人征服之後，亞洲北部貿易的中心逐漸轉移到阿穆爾河口和薩哈林島上的中國哨所，薩哈林本身成為歐亞大陸的蒙古帝國與日本群島之間的貿易渠道。
蒙古人在1320年後從薩哈林撤出，隨著元朝的衰落，薩哈林和阿穆爾河沿岸的朝貢貿易在14世紀中期停止。明朝於1409年在該地區重新建立了據點，並收集了尼夫赫和阿伊努人的貢品，直到15世紀末。無論政治形勢如何，連接日本的滿洲，堪察加半島和以薩哈林為中心的貿易網絡一直持續到18世紀。